# كلية الحقوق في جامعة بوسطن
كلية الحقوق في جامعة بوسطن (بالإنجليزية: Boston University School of Law (BU Law))‏ هي كلية الحقوق بجامعة بوسطن، وهي جامعة بحثية خاصة في بوسطن. تأسست عام 1872، وهي ثالث أقدم كلية حقوق في إنجلترا الجديدة، بعد كلية الحقوق بجامعة هارفارد وكلية الحقوق بجامعة ييل.

## وصلات خارجية
- Boston University School of Law